# Bencao chongyuan
La pharmacopée chinoise Bencao chongyuan 本草崇原 « Retour aux sources de la matière médicale », fut écrite dans les années 1625-1647 à la fin de la dynastie Ming (1368-1644), par Zhāng Zhìcōng 张志聪 (1610-1674). Après une révision par Gao Shishi 高世栻, elle fut publiée en 1767 (sous les  Qing), en 3 chapitres.
Trois siècles après les profondes réformes théoriques de l’époque Song-Jin-Yuan 宋金元 (960-1368), l'objectif principal de cet ouvrage est de retourner aux sources originelles de la matière médicale chinoise en offrant une annotation détaillée et approfondie du classique médical Shénnóng Běncǎo Jīng 神农本草经 (ou Benjing 本经), considéré comme la plus ancienne pharmacopée à l’origine de la longue et riche filiation de pharmacopées chinoises.
L’ouvrage recense 289 substances médicinales, dont 233 proviennent du Benjing et 56 sont des substances supplémentaires, classées selon la méthode traditionnelle selon les trois grades de supérieur (shangpin 上品), moyen (zhongpin 中品) et inférieur (xiapin 下品).
Dans son œuvre Bencao chongyuan, Zhang Zhicong reconnaît que les nouvelles règles d'interprétation établies par les médecins réformistes depuis les dynasties Song, Jin et Yuan ont rencontré des difficultés d'application et de cohérence. En réponse, il préconise un retour aux principes originaux des premiers textes médicaux, comme ceux du Huangdi nei jing. Cette démarche reflète la tension constante dans la médecine chinoise entre l'adaptation basée sur la pratique médicale et la préservation d'un système théorique explicatif traditionnel.
Cette approche met donc en lumière la nature duale de la médecine traditionnelle chinoise : d'un côté, elle s'appuie sur des observations cliniques et des pratiques empiriques, et de l'autre, elle cherche à maintenir une cohérence avec des principes formels anciens, considérés comme fondamentaux pour comprendre et traiter les maladies.
Si le constant retour aux sources est habituel pour les traditions religieuses pour réactiver la foi, cette démarche est moins justifiée pour les doctrines préscientifiques qui au contraire, doivent toujours être prêtes à être remise en cause par de nouvelles données empiriques  ou des analyses inexplorées. Une discipline scientifique ne doit pas craindre les ruptures épistémologiques mais doit accepter en permanence d’être remise en cause par des changements fondamentaux dans la manière dont ses connaissances sont construites.

## L’auteur Zhang Zhicong
Zhang Zhicong 張志聰  (1610-1674), également connu sous le nom de Yin’an 隱庵, est né sous la dynastie Ming ; il vécut à partir de l’âge de 34 ans sous les Qing. Il abandonna les études confucéennes pour se consacrer à la médecine, notamment à l’étude des maladies du froid avec Zhang Suichen 張遂辰.
Il se considérait comme un descendant de Zhang Ji (ie. Zhang Zhongjing 張仲景), un des plus éminent médecin de la dynastie Han, originaire du Henan. Il était lui-même un auteur célèbre de la dynastie Qing qui avait adopté la doctrine de Lu Fu 陆 澍 et de son fils. Il fonda la « Salle de réunion dans les montagnes » dans laquelle il participait à des discussions sur l’étude des anciens classiques médicaux.
Zhang Zhicong préconisait l'observance absolue des règles de tous les anciens classiques et il peut donc sans aucun doute être classé dans la mouvance du Hanxue 汉学 « Étude des Han », en médecine. Ce mouvement prônait un retour fidèle aux sources classiques chinoises, en particulier aux textes des dynasties Han, pour restaurer et approfondir la compréhension des textes anciens en réaction aux réformes et aux nouvelles interprétations qui avaient émergé durant les derniers siècles.
Il mourut avant d’avoir terminé la rédaction de la Bencao chongyuan. Un de ses élèves, Gao Shishi 高世栻, prit la suite de la rédaction de la pharmacopée jusqu’à ce qu’elle soit prête pour la publication.
À 23 ans, Gao Shishi avait quitté sa famille pour exercer le métier médical et avait acquis une certaine réputation. Un jour, il tomba malade. Toutes les tentatives de traitements de l’époque ne firent qu’aggraver son affliction. Il arrêta finalement les traitements et après une longue période retrouva la santé. Très honteux, il écrivit « J’ai traité de manière semblable mes patients, est-ce que ça signifie traiter de la vie humaine comme d’un brin d’herbe ? »

## Contexte historique
Durant les Ming, le courant philosophique néoconfucianiste de Zhu Xi (1130-1200) prit un tournant idéaliste avec Wang Shouren 王守仁 (1472-1528) qui considérait qu’une « compréhension intuitive » permettait à chacun atteindre la connaissance de l’essence des choses. Le néoconfucianisme se désintégra en conséquence en de multiples factions rivales et fut incapable de résoudre les problèmes politiques.
Une réaction conservative ne fut pas longue à se manifester. Le néoconfucianisme fut tenu pour responsable du déclin de la Chine, notamment de la chute de la dynastie Song au profit des mongols qui fondèrent la dynastie Yuan. Les Ming qui suivirent ne furent guère mieux avec un forme de régime totalitaire ressemblant à celui des mongols.
Pour surmonter les difficultés, les experts médicaux tout comme les philosophes proposèrent de retourner aux sources. Des demandes apparurent d’en finir avec les « falsifications » de l’époque Jin-Yuan des travaux de Shennong et de Zhang Zhongjing.
Zhang Zhicong se considérait comme l’héritier spirituel de Zhang Zhongjing 张仲景, un des plus célèbres médecins de l'histoire de la médecine chinoise, des Han postérieur (25-220), auteur du classique Shang Han Za Bing Lun 伤寒杂病论 « Traité des blessures du froid et des diverses maladies ». Il s’inscrit aussi dans la continuité de Lu Fu, un fervent défenseur des méthodes de traitement traditionnelles qui se concentrait sur la recherche d'une compréhension plus profonde et précise des doctrines médicales transmises par les anciens maîtres.
Mais, la Bencao chongyuan se différentie des autres œuvres de ce mouvement de retour aux sources, puisqu’il exprime une admiration pour le système théorique du Huangdi nei jing Suwen, notamment le système de correspondance systématique wuxing 五行 des Cinq Phases et six influences climatiques (liuqi 六气).

## Le texte
Le texte chinois est disponible sur le site du Chinese Text Project.
Bencao chongyuan est un ouvrage de matière médicale recensant 289 substances médicinales. Chaque notice sur une substance est divisée en: un texte principal, des annotations en petits caractères et des explications. Le texte principal est principalement extrait des articles du Benjing (Shennong bencao jing) tel que rapporté dans le Bencao Gangmu de Li Shizhen. Les annotations fournissent des études sur les variétés de médicaments, notamment des descriptions des confusions et des caractéristiques d'identification des médicaments de l'époque. Cette pharmacopée explique de manière classique le Benjing, clarifie les propriétés médicinales, et développe les principes des cinq mouvements et des six influences, avec des explications détaillées. Elle diffère des explications données à la suite des réformes de l’époque Jin Yuan, concernant la saveur, le yin et le yang, et l’intensité de l’effet thérapeutique (qualifié d’épaisseur 厚薄 hòu bó : « épais » ou « mince »). Elle met l'accent sur l'exploration des propriétés fondamentales des médicaments, d'où son nom Bencao chongyuan 本草崇原 « Retour aux sources de la matière médicale ». Son influence sera notable sur des médecins comme Xu Dachun 徐大椿 et Chen Xiuyuan 陈修园. Après l’édition de 1767, il y en aura une nouvelle  à la fin de XIXe siècle, en 1896.

### Préface
Dans sa préface, Zhang Zhicong défend l’idée de la nécessité d’appuyer l’usage des drogues sur des arguments théoriques.

« La Shennong bencao 神農本草 est également appelée la Benjing 本經 ; elle compte 365 substances, correspondant au nombre de jours d'une année complète. Parmi celles-ci, 125 sont de la catégorie supérieure (shangpin 上品), considérées comme des souveraines (jun 君), sans toxicité (wudu 無毒), destinées à une consommation prolongée pour nourrir la vie, prolonger la longévité, augmenter le qi, alléger le corps, et atteindre un état d'immortalité. 120 substances sont de la catégorie intermédiaire, désignées comme ministres (chen 臣), certaines étant toxiques, d'autres non, visant à réguler le qi et le sang, repousser les énergies perverses, et traiter les maladies. Enfin, 120 substances sont de la catégorie inférieure, utilisées comme adjuvants ou envoyés zuǒ shǐ 佐使, certaines toxiques, d'autres non, voire extrêmement toxiques, et elles servent à éliminer les énergies perverses de chaleur et de froid, ainsi qu'à traiter les accumulations et les amas pathologiques, en arrêtant dès que la maladie est guérie. 
 L'ouverture du ciel et de la terre a permis la naissance des plantes et des arbres. L'Empereur [Shennong] observait les six qi du ciel et analysait les cinq phases de la terre. Les six qi sont les trois yin (Jueyin, Shaoyin, Taiyin 厥陰, 少陰, 太陰) et les trois yang (Shaoyang, Yangming, Taiyang 少陽, 陽明, 太陽). Les cinq phases sont : les années [comptées dans le système sexagésimal] commençant par jiǎ 甲 ou par jǐ 己 qui font circuler la terre, [commençant par] yǐ 乙 ou gēng 庚 qui font circuler le métal, [commençant par] bǐng ou xīn qui font circuler l'eau, [commençant par] dīng ou rén qui font circuler le bois, et [par] wù ou guǐ qui font circuler le feu [bois, feu, terre, métal, et eau, correspondant aux cycles de dix années]. Ces principes des cinq phases et des six qi permettent de différencier les natures des plantes, des minéraux, des insectes, des poissons, des oiseaux et des animaux, et de les relier aux cinq organes [wǔ zāng 五髒], aux six entrailles [liù fǔ 六腑] et aux douze méridiens de l'homme [shí'èr jīngmài 十二經脈], pour traiter les affections de froid et de chaleur, d'ascension et de descente, de tonification et de purgation. Toutes les créatures de l'univers sont régies par les cinq éléments. Leur origine se divise en cinq directions : est, sud, ouest, nord et centre. Leur croissance se déroule sur cinq saisons : printemps, été, automne, hiver et été long [changxia 長夏]. Leur forme est déterminée par cinq couleurs : bleu, jaune, rouge, blanc et noir. Leur odeur se répartit en cinq saveurs : acidité, amertume, douceur, piquant, et salé. Leurs odeurs se divisent en cinq catégories : rance, brûlé, parfumé, poissonneux, et putride. Leurs saveurs sont au nombre de cinq : acide, amer, doux, piquant, et salé. »

Les années sont comptées en les regroupant par cycle de 60 ans (ou cycle sexagésimal chinois). Ces cycles sont construits par la combinaison de deux séries de signes, les dix tiges célestes (tiāngān 天干 : jia 甲, yi 乙, … gui 癸) et les douze branches terrestres (dìzhī 地支 : zi 子, chou 丑, … gai 亥), chacun avec un nom monosyllabique.
La Bencao chongyuan choisit d’associer les troncs célestes jiǎ 甲 et jǐ 己 avec l'élément Terre tu 土 etc. Cette association n’a cependant pas été adoptée par tous les auteurs. Dans d'autres sources, comme l'article Wikipédia sur le cycle sexagésimal chinois, wù 戊 et jǐ 己 sont associés à la terre, jia 甲 et yi 乙 sont associés au bois, etc. Et cette association est la correspondance la plus largement acceptée dans la tradition des Cinq Phases. Ces associations sont donc conventionnelles. Elles sont données dans le Huangdi nei jing le« Classique interne de l’Empereur Jaune ». Ces principes sont abstraits et philosophiques, basés sur des concepts tels que le yin-yang, les Cinq Phases, et les Six Qi, qui ne reposent pas sur des bases empiriques (au sens moderne).
Pourtant ces associations sont lourdes de conséquences. C’est l’interprétation symbolique de la « physiologie » du Huangdi nei jing qui portent à reconnaitre 5 organes zang et 6 organes fu, et d’oublier des organes importants comme le cerveau. De même, s’il y a 12 méridiens principaux c’est pour des raisons de symétrie pour qu’on puisse les associer aux 12 branches terrestres. Ainsi, le méridien des poumons est associé à la branche terrestre yin 寅.
Le système des correspondances systématiques des Cinq Phases (wǔxíng 五行) a varié au fil du temps. Les associations entre les phases (Bois, Feu, Terre, Métal, Eau) et les organes, les saisons, les couleurs, les saveurs, etc., ont été interprétées de diverses manières à travers l'histoire de la médecine chinoise. Les textes médicaux anciens, tels que le Huangdi nei jing et les écrits des médecins ultérieurs, ont montré des variations dans ces associations pour mieux correspondre à l'évolution des théories médicales, des observations cliniques et des pratiques culturelles.
Zhang Zhicong constate que les nouvelles règles d’interprétation données par les médecins réformistes depuis l’époque Song-Jin-Yuan ont rencontré des difficultés.
C’est pourquoi il convient de revenir aux principes originaux des premiers textes médicaux. Il insiste qu’il faille aussi rejeter les interprétations erronées qui ont pu émerger plus tard :

« Ces caractéristiques sont enregistrées comme étant les propriétés des médicaments, et ont été transmises aux générations futures, mais avec des termes anciens et des significations profondes, il est difficile de les comprendre pleinement. Les générations suivantes ont compilé les propriétés des médicaments sans comprendre le Benjing, se contentant de dire qu'un certain médicament guérit une certaine maladie, sans en explorer l'origine. Ceci représente l'utilisation des médicaments, et non leur véritable nature. Connaître la nature d'un médicament et l'utiliser en conséquence donne une base solide, permettant des résultats étonnants et variés. Utiliser un médicament sans comprendre sa nature crée des obstacles et des difficultés. C'est pourquoi j'ai entrepris d'expliquer le Benjing, de clarifier les propriétés des médicaments, et de réaffirmer les principes des cinq mouvements et six influences, en offrant des explications détaillées. »

La médecine et la pharmacopée chinoise ont ceci de fascinant, de s’appuyer sur la pratique médicale mais de vouloir à tout prix sauvegarder un système formel explicatif, certes fort beau mais sans base empirique qui permettrait de l’évaluer face à la réalité.
À l’époque où les médecins lettrés chinois se tournaient toujours plus vers la « perfection des origines », les apothicaires européens se tournaient vers l’expérimentation et cherchaient à l’instar d’Étienne de Clave et Nicolas Lémery à appréhender la structure de la matière sur les seules bases de l'expérience chimique

### Les notices sur les drogues
Exemple de la réglisse gancao 甘草 (Glycyrrhiza uralensis ou la Réglisse de l’Oural)

« Glycyrrhizae Radix (Réglisse)
Saveur douce, nature neutre, non toxique. Elle est utilisée pour traiter les influences perverses (xieqi 邪氣) de froid et de chaleur affectant les cinq organes et les six entrailles, renforcer les tendons et les os, développer les muscles, augmenter la force, soigner les blessures métalliques [Jīnchuāng 金瘡 par incision du métal] et neutraliser les poisons [comme antidote]. Une consommation prolongée peut alléger le corps et prolonger la vie. 

La réglisse provient initialement des vallées de Hexi, des montagnes Jisha et du Shangjun. Aujourd'hui, on la trouve dans les provinces de Shaanxi et de Hedong. Elle est aussi appelée Guolao et Lingtong.
La racine mesure de trois à quatre pieds de long, avec une épaisseur variable, et la peau est de couleur pourpre rougeâtre, avec des lignes horizontales et des racines fines en dessous 
 Les racines dures et bien structurées sont considérées comme les meilleures. La réglisse harmonise les organes internes et facilite leur communication, ce qui lui vaut les noms de Guolao 國老 « Vieux sage de la nation » et Lingtong 靈通 « connexion spirituelle ». 
La réglisse a une saveur douce et une nature équilibrée, d'où le terme « douce et neutre » [gan ping 甘平]. Dans la  Benjing, lorsqu'on parle de « neutre », cela signifie que l'énergie est équilibrée. Elle traite les énergies perverses du froid et du chaud des cinq organes et des six entrailles. Les entrailles sont yang, les maladies de froid sont yin et les maladies de chaleur sont yang. La réglisse, par sa saveur douce, harmonise les organes internes et équilibre le yin et le yang, en rétablissant l'énergie correcte des organes internes pour éliminer les énergies perverses de froid et de chaleur, de yin et de yang. Elle renforce les tendons et les os, développe les muscles et double la force : elle renforce le foie, qui gouverne les tendons ; les reins, qui gouvernent les os ; la rate, qui gouverne les muscles ; les poumons, qui gouvernent le qi ; et le cœur, qui gouverne la force.
 Lorsque les cinq organes sont remplis et en bon état, les six entrailles seront naturellement harmonisées.
Les blessures métalliques se réfèrent aux blessures causées par des outils métalliques comme des couteaux ou des haches, créant des plaies. Le terme jīnchuāng ‘金瘡' fait référence aux blessures causées par des objets métalliques, et '高' se rapporte à la cicatrisation de ces plaies. La réglisse a la propriété de neutraliser les poisons, même ceux dont on ne connaît pas l'origine. La terre, par nature douce et harmonieuse, peut neutraliser les substances toxiques lorsqu'elles y sont enterrées pendant une longue période. De la même manière, les énergies yin et yang des organes finissent par revenir à la terre. Une consommation prolongée de réglisse, qui a une affinité avec l'élément terre, conduit à une abondance de l'énergie terrestre, ce qui allège le corps et prolonge la vie. »

— Traduction avec l'aide de ChatGPT4o
Ce texte manifeste un retour à l’esprit de la Shennong bencao puisqu’on ne trouve plus aucune indication sur les méridiens affectés, sur les organes zang affectés, les régions du Triple brûleur affectées. Rien à voir non plus avec les règles simples et précises de Wang Haogu.
Autre exemple avec l'atractylode noir 蒼術 cangzhu (Atractylodes lancea) pour laquelle la Bencao chongyuan indique

« Atractylodes – Notes complémentaires :
La Baizhu (Atractylodes macrocephala) est supérieure par nature, tandis que la Cangzhu (Atractylodes lancea) est inférieure par nature. Si l’on souhaite tonifier la rate, on utilise la Bai zhu. Si l’on souhaite mobiliser la rate, on utilise la Cangzhu. Si l’on veut à la fois tonifier et mobiliser, on utilise les deux, mais avec plus de Baizhu et moins de Cangzhu. Si l’on souhaite davantage mobiliser que tonifier, on utilise plus de Cangzhu et moins de Baizhu. Bien que ces deux herbes soient classées séparément, elles ne font qu’une en réalité »

Puis Zhang Zhicong clarifie l’évolution historique des classifications et des usages médicinaux des différentes variétés d'Atractylodes dans la médecine traditionnelle chinoise

« Le Benjing ne distinguait pas entre la Cangzhu [Atractylodes lancea] et la Baizhu [Atractylodes macrocephala]. Cependant, dans les formules du Shang Han Lun de Zhang Zhongjing, seule la Bai zhu est utilisée, tandis que dans les formules du Jingui Yaolue, la Chizhu est utilisée. Ce n'est qu'à partir des Notes supplémentaires de Tao Hongjing que ces deux types ont été distingués. Il faut savoir que la distinction entre Chizhu et Baizhu a commencé avec Zhang Zhongjing, et non avec Tao Hongjing. Chizhu est en fait Cangzhu, et ses propriétés sont similaires à celles de la Baizhu. Par conséquent, on se réfère toujours aux indications thérapeutiques du Benjing pour ces herbes. Cependant, la Baizhu a une saveur douce, tandis que la Cangzhu est également amère. La Baizhu arrête la transpiration, tandis que la Cangzhu provoque la transpiration. C'est pourquoi les mots 'arrêter la transpiration' ne sont pas enregistrés pour la Cangzhu. Les générations suivantes ont dit que la Cangzhu a une saveur amère, mais en réalité, elle a une saveur douce avec une légère amertume. »

— Traduction de ChatGPT4o
Si on compare à ce que Li Gao 李杲 (1180-1251), un expert de la dynastie Yuan, a dit du cangzhu (rapporté par Li Shizhen),

« La Bencao parle seulement de zhu 朮, il ne distingue pas cang 蒼 et bai 白. Le cangzhu 蒼朮 possède un qi ascendant vigoureux qui peut éliminer l’humidité [en haut]. En dessous, il sert à pacifier la région du yin majeur (太阴 taiyin) et il empêche le qi maléfique de pénétrer dans la rate. »

on n'est pas surpris que la précision des mécanismes d'action ait rencontré des difficultés avec la pratique médicale.